# Удзё Ногути
Ногути Удзё (яп. 野口 雨情; Удзё Ногути, 29 мая 1882 — 27 января 1945) — японский поэт, писал детские стихи, а также песни в жанре мин’ё. Сочинил некоторые из самых любимых и знакомых произведений для детей и хоров, как например «Akai Kutsu». Вместе с Хакусю Китахарой и Ясё Саидзё, считается одним из самых известных японских поэтов и писателей детских песен.

## Ранняя жизнь
При рождении ему было дано имя Эйкити Ногути (яп. 野口 英吉). Родился Эйкити в бывшем городе Исохара, префектуре Ибараки, которые ныне являются частью города Китаибараки.
Он был старшим сыном отправляющего груз оптового торговца Рёхея и его жены Теру. Эйкити родился в престижной семье, которая происходила от Кусуноки Масасю, младшего брата Кусуноки Масасигэ.
После завершения 4-летнего элементарного и 4-летнего старшего элементарного обучения в родном городе, в подростковом возрасте Эйкити переехал в столицу в 1897 году, где и проучился в Токийской средней школе. Именно там он начал сочинять хайку. Позже он обучался в Университете Васэда, где его наставником был романист Цубоути Сёё. В 1901 году он был очарован Shintaishi или «Новой формой поэзии». По истечении одного года он оставил колледж, чтобы сконцентрироваться на сочинении стихов.

## Домашнее хозяйство
После смерти отца в 1904 году ему пришлось вернуться в родной город и стать главой семьи, так как до этого они жили на доход от бизнеса отца.
Семья довольно рано устроила брак сына, отдав его за Хиро Такасио — дочь богатого финансиста из префектуры Тотиги, от части ради того, чтобы исправить материальное положение семьи. Он женился в 1904 году. На тот момент ему было 23. Как Эйкити, так и его супруга, не желали этого брака, и в конечном счете он был обречен.
Есть сведения о том, что Эйкити употреблял много спиртного, даже начав зарабатывать поэзией. Он сформировал салон для поэтов, где они могли бы критиковать работы друг друга. Это было в то время, когда Эйкити взял себе псевдоним Удзё. Теперь он мог пользоваться частными фондами, чтобы опубликовать свою коллекцию текстов песен в жанре мин’ё, под названием Karekusa (枯草) за пределами Мито, но это не принесло ему какой-либо славы или богатства.
Хиро родила их первого ребенка, Масао, в марте 1906 года. В июне того же года, Удзё отправился в путешествие на Сахалин, где его коммерческое предприятие провалилось. Он поехал в Корсаков с гейшей, где она сбежала с большей частью его инвестиционного капитала. Пытаясь получить хоть немного денег, он отправил яблоки железнодорожным вагоном в Токио, но на его беду, яблоки сгнили к тому времени, когда прибыли.
Хиро приехала в Токио, чтобы предложить ему вернуться домой, но Ногути заявил, что останется в Токио и станет поэтом. В январе 1907 года он начал издавать ежемесячный журнал о народных песнях Asabana Yobana (朝花夜花), который также не был признан. Он и его коллеги, члены Gyofu Soma и Rofu Miki основали литературное общество Васэда, где и собирались два раза в месяц.
Ногути вскоре оказался на острове Хоккайдо, пытаясь заработать на жизнь, устроившись корреспондентом газеты. Он начал в Hokumei Shimbun (北鳴新聞), маленькой газете в Саппоро, проработав там с 1906 и до 1909. Позже приехала Хиро с сыном, чтобы жить там с ним.
Когда была сформирована газета Otaru Nippo (小樽日報) в городе Отару, Ногути и Исикоа Тэкубоку, который был четырьмя годами его старше, были приняты на работу в этой газетой, ставь на некоторый период времени коллегами. В первый раз они встретились ещё в Саппоро, и в своем журнале Тэкубоку описал своё первое впечатление от Ногути, который по его словам был «кротким и вежливым» с черными усами и, судя по его внешности, имел интровертированный характер. Ещё Тэкубоку в Kanashiki Omoide добавил, что Ногути был «очень самокритичен и мог сказать -goansu вместо -masu», продолжая, что этот человек был немного медлителен и имел определенные причуды в произношении. Они стали верными друзьями. Ногути пытался организовать отставку главного редактора газеты, в результате чего был уволен.
Примерно в это же время (октябрь 1907 года) жена Ногути родила дочь, Мидори. Однако ребенок жил всего лишь в течение восьми дней. В связи с этим событием, Ногути написал стихотворение «Shabondama» в 1922 году, текст которого повествует о мыльном пузыре, который лопнул прежде чем поднялся в воздух; в память о его собственном ребенке, который умер без шанса на жизнь.
Ногути устроился в The Hokkai Times (北海タイムス). Прежде он работал в трех других газетах, до того как приехал на Хоккайдо. После он ненадолго вернулся в своей родной город, и в конце концов остался в Токио. Он работал в редакциях шести газет в течение этого времени.
После смерти матери в 1911 году, он снова возвратился в свой родной город, дабы управлять семейными лесами и фермами по производству древесины. Он искренне не оставил литературу, и ненавидел свои средства к существованию.

## Его развод с Хиро
В 1914 году, Ногути отправился в поездку в Иваки Юмото Онсэн, на горячие источники в Иваки, Фукусима, для того, чтобы устранить свои геморроидальные узлы. Там он стал глубоко увлечен гейшей из чайного дома, мадам по имени Косуми (чье настоящее имя было Мати Акимура). Из-за этого он поселился в чайном доме, оставаясь там в течение трех с половиной лет. В мае 1915 года, он получил соглашение на развод от Хиро. Ногути тогда взял опеку над двоими их детьми и воспитал их.
В 1918 году, в возрасте 36 лет, Ногути женился на Цури Накадзато, с которой он познакомился во время пребывания в Мито. Именно с этого момента он снова начал сочинять стихи.

## Литературная слава
Ногути опубликовал свой сборник стихов Tokai to Den’en (都会と田園) в 1919 году, а также вернулся в литературное общество. В том же году журнал Kin no fune (金の船) (позднее он носил название Kin no Hoshi) был основан, и благодаря знакомству с Ясо Сайдзё, ему удалось начать публиковать там серию своих текстов песен, начиная с ноября. Объединившись с такими композиторами как Синпей Накаяма, Нагаё Мотоури, а также менее известным Киёми Фудзи, Ногути написал ряд песен, которые можно назвать своего рода классикой.
В период экономического спада в результате Второй мировой войны, Ногути и Накаяма написали песню в жанре мин’ё, под названием Sendo Kouta, которая вызвала отклик в народе, благодаря её меланхолическому напряжению, с использованием пентатонной минорной гаммы. Эта песня была превращена в фильм в 1923, съемками которого занималась студия Shochiku. В том же самом году, в Канто произошло сильное землетрясение. Другую песню, лиричную, Ногути написал в том же году, музыкальное сопровождение к которой написал Накамура в 1928. Эта песня, Habu no Uta, была весьма популярна в то время, а также были изданы пластинки, на которых было записано её исполнение Ёсие Фудзивары и Чияко Сато.
Детские песни Ногути имеют различные «одинокие, меланхоличные нотки» (в сравнении с другими поэтами того периода), что очень заметно в таких его работах как Jugoya Otsukisan (十五 夜 お 月 さ ん) Nanatsu no Ko (七ツの子) и Aoi Me no Ningyō (青い眼の人形), а также Amefuri otsuki san (雨降りお月さん).
Ногути был одним из главных образцов "нового литературного движения за импровизированные детские рассказы и песни (сказки и детские стихи)), заимствовав часто цитируемые слова из манифеста Akai Tori (несмотря на то, что он публиковал свои работы не там). Движение было частью потока реформ либерализма, целью которых было изменить детскую литературу, искусство, и музыку, реакционно «моралистическому и подавляющему индивидуальностью типу правительственного бренда песен и мелодий», как выразился Сабуро Сонобэ. Стоит подчеркнуть, что движение не игнорировало старые warabe-uta, отзываясь о них уважительно. Поэтому педагоги, такие как Митио Намекава характеризует движение просто как «создание новых песен, которое вселяет модернистский дух, который образовал существующие жанры японских народных и детских песен».
Ногути возродил общество Nihon Minyō Kyōkai в 1935 (отличное от современного, которое было основано в 1950 году), став его председателем. Он много путешествовал по всей Японии, чтобы объединить некоторые черты этого жанра из разных местностей. В январе было основано буддистское музыкальное общество, и Ногути был отобран в качестве пэра. Он также приложил руку к созданию новой буддийской музыки, и способствовал её распространению.
В 1943 году у него случилось кровоизлияние головного мозга, а в 1945 он скончался в пригороде Уцуномия, Тотиги, куда он был эвакуирован во время бомбежек Второй мировой войны.